# بريست ريفير
بريست ريفير (بالإنجليزية: Priest River)‏ هي مدينة أمريكية تقع في ولاية أيداهو. ويبلغ عدد سكانها 1751 نسمة حسب إحصاء سنة 2010 م 1751.

## التركيبة السكانية
قام مكتب تعداد الولايات المتحدة بتحديد بيانات التركيبة السكانية لبريست ريفيرفي تعداد الولايات المتحدة. في ما يلي، التركيبة السكانية حسب تعدادي 2000 و2010.

### تعداد عام 2000
بلغ عدد سكان بريست ريفير 1,754 نسمة بحسب تعداد عام 2000، وبلغ عدد الأسر 692 أسرة وعدد العائلات 469 عائلة مقيمة في المدينة. في حين سجلت الكثافة السكانية 1,098.8 نسمة لكل ميل مربع (424.2/كم2). وبلغ عدد الوحدات السكنية 762 وحدة بمتوسط كثافة قدره 477.4 نسمة لكل ميل مربع (184.3/كم2).
وتوزع التركيب العرقي للمدينة بنسبة 94.70% من البيض و1.43% من الأمريكيين الأصليين و0.46% من الأمريكيين ذوي الأصول الآسيوية و2.91% من عرقين مختلطين أو أكثر.
بلغ عدد الأسر 692 أسرة كانت نسبة 35.1% منها لديها أطفال تحت سن الثامنة عشر تعيش معهم، وبلغت نسبة الأزواج القاطنين مع بعضهم البعض 54.9% من أصل المجموع الكلي للأسر، ونسبة 9.1% من الأسر كان لديها معيلات من الإناث دون وجود شريك، وكانت نسبة 32.2% من غير العائلات. تألفت نسبة 26.6% من أصل جميع الأسر من أفراد ونسبة 12.4% كانوا يعيش معهم شخص وحيد يبلغ من العمر 65 عاماً فما فوق. وبلغ متوسط حجم الأسرة المعيشية 3.09، أما متوسط حجم العائلات فبلغ 2.53.
بلغ العمر الوسطي للسكان 35 عاماً. وكانت نسبة 28.9% من القاطنين تحت سن الثامنة عشر، وكانت نسبة 8.4% بين الثامنة عشر والأربعة وعشرون عاماً، ونسبة 26.6% كانت واقعةً في الفئة العمرية ما بين الخامسة والعشرين حتى الرابعة والأربعين عاماً، ونسبة 21.9% كانت ما بين الخامسة والأربعين حتى الرابعة والستين، ونسبة 14.1% كانت ضمن فئة الخامسة والستين عاماً فما فوق. يوجد لكل 100 أنثى 96.0 ذكر، ويوجد لكل 100 أنثى في الثامنة عشر من عمرها فما فوق 93.3 ذكر.
بلغ متوسط دخل الأسرة في المدينة 26,765 دولار، أما متوسط دخل العائلة فبلغ 32,198 دولار. وكان متوسط دخل الذكور 30,607 دولار مقابل 16,034 دولار للإناث. وسجل دخل الفرد الخاص بالمدينة 14,125 دولار. وكانت نسبة 14.0% من العائلات ونسبة 18.9% من السكان تحت خط الفقر، وكان من هؤلاء نسبة 27.7% تحت سن الثامنة عشر ونسبة 9.7% في الخامسة والستين من العمر وما فوق.

### تعداد عام 2010
بلغ عدد سكان بريست ريفير 1,751 نسمة بحسب تعداد عام 2010، وبلغ عدد الأسر 713 أسرة وعدد العائلات 474 عائلة مقيمة في المدينة. في حين سجلت الكثافة السكانية 474.5 نسمة لكل ميل مربع (183.2/كم2). وبلغ عدد الوحدات السكنية 798 وحدة بمتوسط كثافة قدره 216.3 لكل ميل مربع (83.5/كم2).
وتوزع التركيب العرقي للمدينة بنسبة 93.3% من البيض و1.1% من الأمريكيين الأصليين و0.6% من الأمريكيين ذوي الأصول الآسيوية و0.2% من سكان جزر المحيط الهادئ و0.1% من الأمريكيين الأفارقة و3.9% من عرقين مختلطين أو أكثر.
بلغ عدد الأسر 713 أسرة كانت نسبة 34.5% منها لديها أطفال تحت سن الثامنة عشر تعيش معهم، وبلغت نسبة الأزواج القاطنين مع بعضهم البعض 44.5% من أصل المجموع الكلي للأسر، ونسبة 12.2% من الأسر كان لديها معيلات من الإناث دون وجود شريك، بينما كانت نسبة 9.8% من الأسر لديها معيلون من الذكور دون وجود شريكة وكانت نسبة 33.5% من غير العائلات. تألفت نسبة 28.1% من أصل جميع الأسر من أفراد ونسبة 12.7% كانوا يعيش معهم شخص وحيد يبلغ من العمر 65 عاماً فما فوق. وبلغ متوسط حجم الأسرة المعيشية 2.98، أما متوسط حجم العائلات فبلغ 2.45.
بلغ العمر الوسطي للسكان 38.1 عاماً. وكانت نسبة 26.7% من القاطنين تحت سن الثامنة عشر، وكانت نسبة 8.6% بين الثامنة عشر والأربعة وعشرون عاماً، ونسبة 23.5% كانت واقعةً في الفئة العمرية ما بين الخامسة والعشرين حتى الرابعة والأربعين عاماً، ونسبة 25.5% كانت ما بين الخامسة والأربعين حتى الرابعة والستين، ونسبة 15.8% كانت ضمن فئة الخامسة والستين عاماً فما فوق. وتوزع التركيب الجنسي للسكان بنسبة 49.2% ذكور و50.8% إناث.